# Philippe du Plessiez

Großmeisterwappen Philippes du Plessiez

Philippe du Plessiez, auch de Le Plessis, du Plaissis, du Pleissiez, du Plaissiez, (* um 1165; † 12. November 1209) war ab 1201 der dreizehnte Großmeister des Templerordens.

## Leben
Er war der jüngere Sohn des Herren von Le Plessis-Macé in Anjou. Er war verheiratet und hatte mehrere Söhne. 1189 verpfändete er seinen Grundbesitz seinem Bruder Fulko und schloss sich mit dem Erlös als einfacher Ritter dem Dritten Kreuzzug an. In Palästina trat er dem Templerorden bei. Nach dem Tod Gilbert Hérails wurde er zum Großmeister gewählt. Er half dabei, die Einhaltung des Friedensvertrags zwischen Richard Löwenherz und Saladin zu überwachen. Als dieser Friedensvertrag 1204 erneut verlängert wurde, forderte er auch die Deutschritter und die Hospitaliter dazu auf, ein Friedensabkommen mit Sultan al-Adil I. zu schließen. Dafür wurde er von Papst Innozenz III. kritisiert.
Während seiner Amtszeit kam es kaum zu militärischen Auseinandersetzungen. Der Vierte Kreuzzug kam nie im Heiligen Land an. Mit dem römisch-deutschen König stritt man sich um den Besitz der ehemaligen Templerburg Baghras, die dieser seinem Vasallen König Leo II. von Kleinarmenien zugestanden hatte. Eine Eskalation, etwa die angedrohte Ausweisung der Templer aus Deutschland konnte durch Intervention des Papstes verhindert werden. Das Verhältnis zum Hospitaliter-Orden in jener Zeit war angespannt.
Die Templer nutzen die Friedenszeit auch zum Ausbau ihrer Niederlassungen in Europa.
Philippe starb vermutlich am 12. November 1209.